# نامش را با غرور حک کن
نامش را با غرور حک کن (انگلیسی: Carve Her Name with Pride) فیلمی بریتانیایی در سبک جاسوسی به کارگردانی لوئیس گیلبرت است که در سال ۱۹۵۸ منتشر شد.

## بازیگران
- ویرجینیا مکنا
- پل اسکوفیلد
- موریس رونه
- بیلی وایتلاو
- مایکل کین
- مایکل گودلیف
- سیدنی تفلر